# الدوري المكسيكي الممتاز 1959–60
الدوري المكسيكي الممتاز 1959-60 (بالإسبانية: Primera División de México 1959-60)‏ هو الموسم 17 من الدوري المكسيكي الممتاز. أقيم خلال الفترة 28 يونيو 1959 وحتى 27 ديسمبر 1959، وأشرف على تنظيمه اتحاد المكسيك لكرة القدم، وكان عدد الأندية المشاركة فيه 14، وفاز فيه نادي غوادالاخارا.